# Economia d'Indonèsia

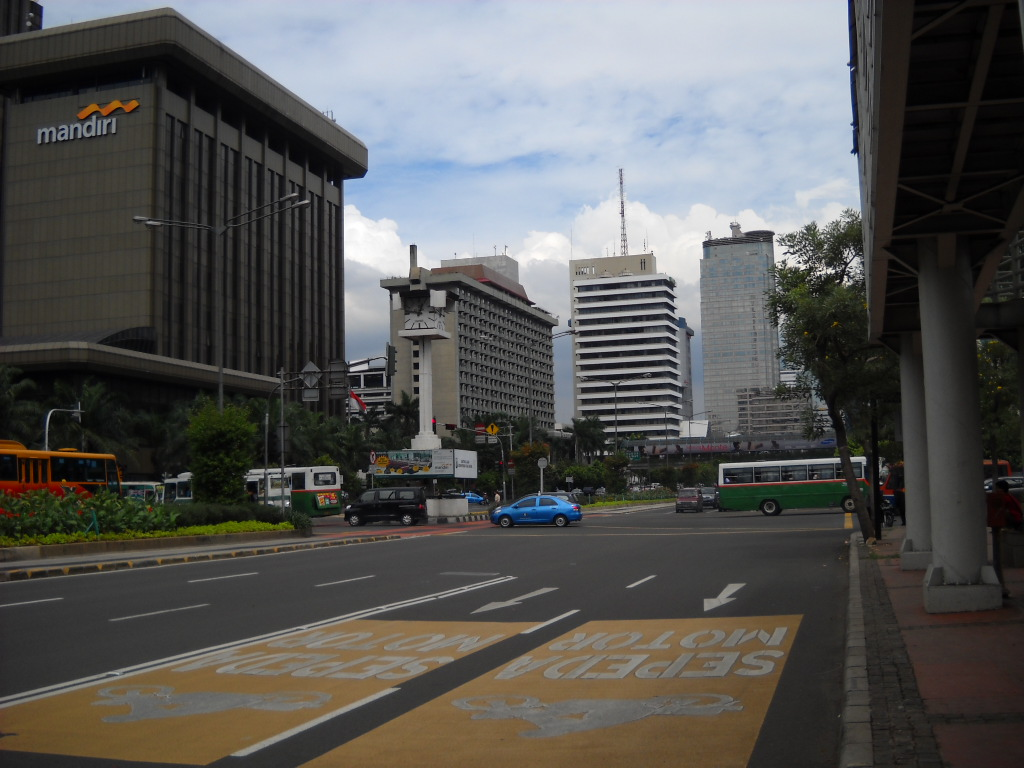
Calle Thamrin, centre financer de Jakarta.

Indonèsia ha resistit a la crisi financera global de manera relativament tranquil·la, a causa del motor principal del seu creixement econòmic ser el consum intern. La creixent inversió econòmica realitzada tant per inversors locals com per estrangers, també ajuda a mantenir el sòlid creixement. Malgrat el creixement de l'economia haver caigut dels més del 6% el 2007 i 2008 pels 4,5% el 2009, el 2010 va tornar al nivell dels 6%.
El país és un dels primers països exportadors de petroli, estany i cautxú del món, la major part de la seva població continua vinculada a l'agricultura de subsistència, a la pesca i a l'explotació forestal. Els negocis o les empreses industrials en mans d'indonesis han estat tradicionalment pocs, i la producció se centrava en articles per a l'exportació. Al començament de la dècada de 1960, el govern, per corregir el balanç d'una economia colonial, va nacionalitzar les empreses estrangeres. Amb les polítiques d'estabilització governamentals i amb grans summes de diners procedents de les ajudes de l'exterior, l'economia indonèsia, que gairebé va caure en la fallida abans de 1966, va començar a mostrar símptomes d'una forta recuperació.
El 2011 el govern indonesi confronta els desafiaments de millorar la infraestructura del país i al mateix temps atendre les preocupacions de preservació del medi ambient, particularment de les selves del país.

## Explotació forestal i pesca
Gairebé dos terços de la superfície d'Indonèsia estan coberts per bosc i selva, especialment en Borneo, Sumatra i en l'est d'Indonèsia. Gairebé totes les zones de bosc són propietats de l'Estat. La producció de fusta en brut va aconseguir els 173,6 milions de m³ anuals a la fi de la dècada de 1980. A més de les fustes amb valor industrial, es van produir en quantitats significatives fustes de teca, banús, bambú i trencada. Indonèsia és el primer exportador mundial de xapa de fusta o contraxapat.
El peix té una importància vital en la dieta, i gran part de la captura anual es deu als qui pesquen a temps parcial com a mitjà de subsistència. A la fi de la dècada de 1980 la captura de peixos marins va ser de 2 milions de t i la pesca fluvial va produir aproximadament 638.000. Les principals espècies capturades són carpes, tonyina, verat, sorell, sardines i gambetes.